# Capanno Nissen

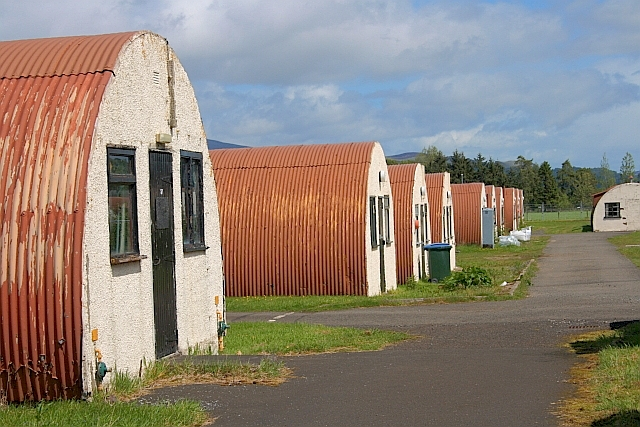
Un capanno Nissen

Un capanno Nissen è una struttura prefabbricata in acciaio per uso militare, impiegata soprattutto come caserma, realizzata con una copertura semicilindrica di acciaio corrugato. Progettata durante la prima guerra mondiale dall'ingegnere e inventore maggiore Peter Norman Nissen, fu ampiamente utilizzata durante la seconda guerra mondiale.